# Epiphora elianae
Epiphora elianae är en fjärilsart som beskrevs av Pierre Claude Rougeot 1973. Epiphora elianae ingår i släktet Epiphora och familjen påfågelsspinnare. Inga underarter finns listade i Catalogue of Life.